# St. Ursula (Lipp)

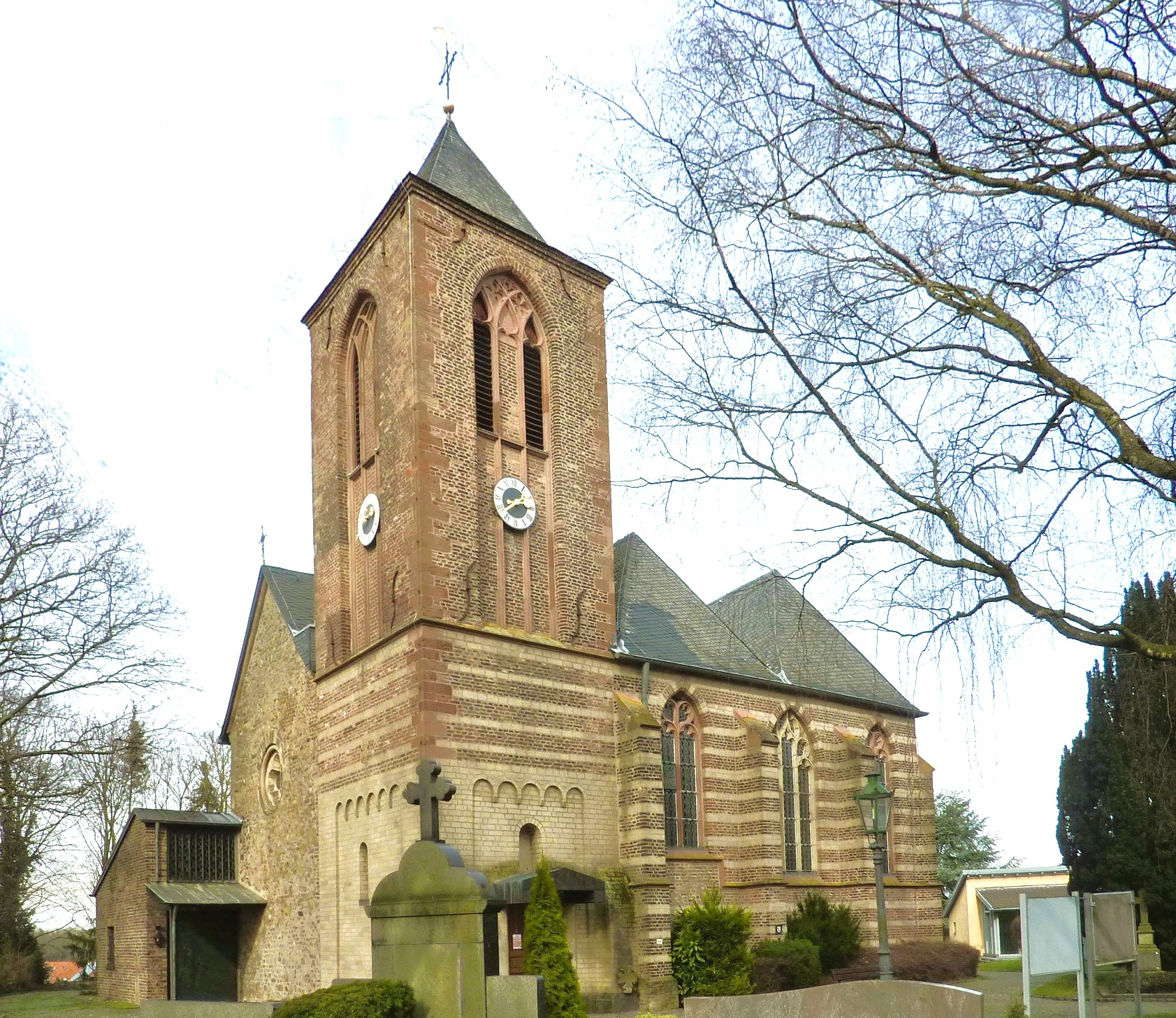
St. Ursula, Lipp

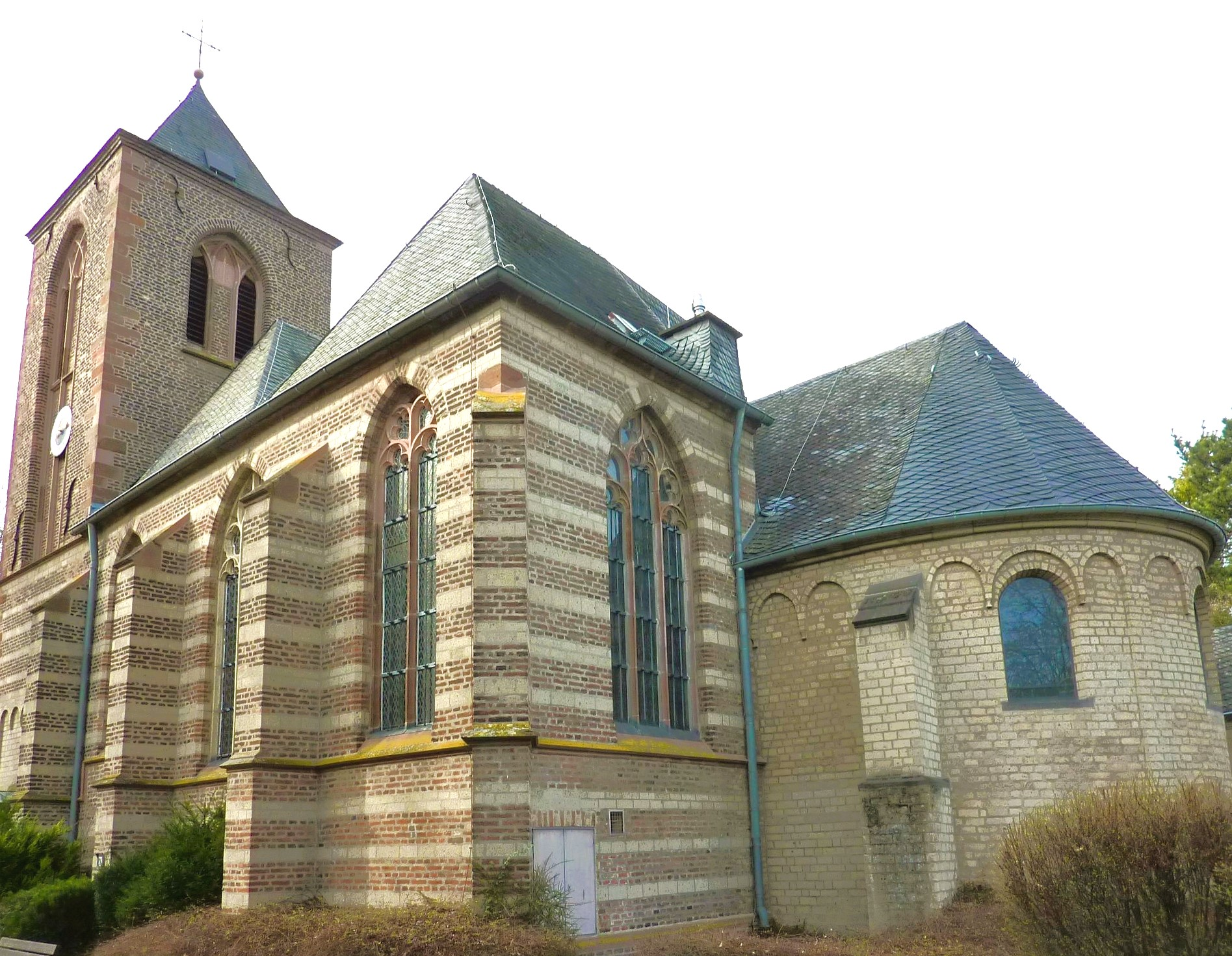
Blick zum spätgotischen südlichen Seitenschiff und den romanischen Chor

Die römisch-katholische Pfarrkirche St. Ursula ist ein denkmalgeschütztes Kirchengebäude in Lipp, einem Stadtteil von Bedburg im Rhein-Erft-Kreis (Nordrhein-Westfalen).

## Geschichte und Architektur
Abseits des Dorfes, auf einem Hügel, steht inmitten eines Friedhofes die dreischiffige Anlage. Sie ist im Kern ein Saalbau des 11. Jahrhunderts, der zum Ende des 12. Jahrhunderts zu einer Pfeilerbasilika mit flacher Decke aus Tuffstein erweitert wurde. Der Turm wurde über dem Westjoch des Südseitenschiffes ausgebaut und um 1220 um das Chorgeviert mit Halbkreisapsis ergänzt. Das südliche Seitenschiff wurde in Höhe des Mittelschiffs 1503 neu ausgeführt. Zur selben Zeit wurde der Turm über dem romanischen Sockel in Backstein gemauert. Zur gleichen Zeit wurde wohl das Nordseitenschiff aufgegeben und 1910 von Josef Kleesattel in neuromanischem Stil neu errichtet. Eine Sakristei wurde angefügt. Von 1956 bis 1960 wurde der Bau umfassend renoviert. Ab 1986 wurde das Außenmauerwerk saniert und der Innenraum gestrichen.
An der westlichen Giebelwand ist noch das mit römischen Ziegeln durchsetzte Mauerwerk des 11. Jahrhunderts aus Grauwackebruchstein erhalten. Über dem Tuffsteinmauerwerk darüber ist ein Vierpassfenster des 12. Jahrhunderts in Kreisrahmung eingelassen. Es entstand gleichzeitig mit dem an der Nordseite erhaltenen Obergaden mit Rundbogenfenstern und Gliederung aus Lisenen und Rundbogenfriesen. Auch der Unterbau des Turmes ist in gleicher Art ausgeführt. Das Südschiff wird durch Tuffbänder gegliedert und von zwei Walmdächern gedeckt. Am spätromanischen Chor wurde die Halbkreisapsis mit einer Blendgliederung aus zugespitzten Bögen versehen.
Die Flachdecke im romanischen Mittelschiff wurde 1956 erneuert. Die rundbogigen Scheidarkaden der Nordseite wurden beim Neubau des Seitenschiffes, bis auf die westliche Arkade erhöht. An der Südseite wurden beim Bau des spätgotischen, kreuzrippengewölbten Seitenschiffs hohe Spitzbögen ausgebrochen. Im Chorgeviert ruht ein kuppelförmiges Kreuzrippengewölbe auf Konsolen. Die Gewölbe- und Wandmalereien im Chor stammen von der zweiten Hälfte des 13. Jahrhunderts, sie wurden 1875 aufgedeckt und 1883 mit Ölfarbe übermalt. Nach der Restaurierung von 1956 bis 1960 sind nur noch Reste der Vorzeichnung erhalten.

## Ausstattung
- In der Mittelkappe des Apsisgewölbes ist eine Darstellung des Majestas Domini zu sehen
- An den Chorwänden stehen unter spitzbogigen Arkaden, paarweise einander zugewandt, Figuren der Apostel
- Ein hl. Hubertus vom Anfang des 16. Jahrhunderts
- Eine Schutzmantel-Ursula vom Anfang des 16. Jahrhunderts
- Die spätgotischen Glasmalereien im dreiteiligen Ostfenster des Südschiffes stammen vom Anfang des 16. Jahrhunderts, sie wurden mehrfach restauriert
- Im Südschiff steht eine Sakramentsnische vom Anfang des 16. Jahrhunderts
- Der achtseitige Taufstein stammt ebenfalls vom Anfang des 16. Jahrhunderts
- Das Ölgemälde mit der Darstellung der Kreuzabnahme, ein ehemaliges Altarblatt, wurde in der Mitte des 17. Jahrhunderts gemalt